# Eugen Thiemann

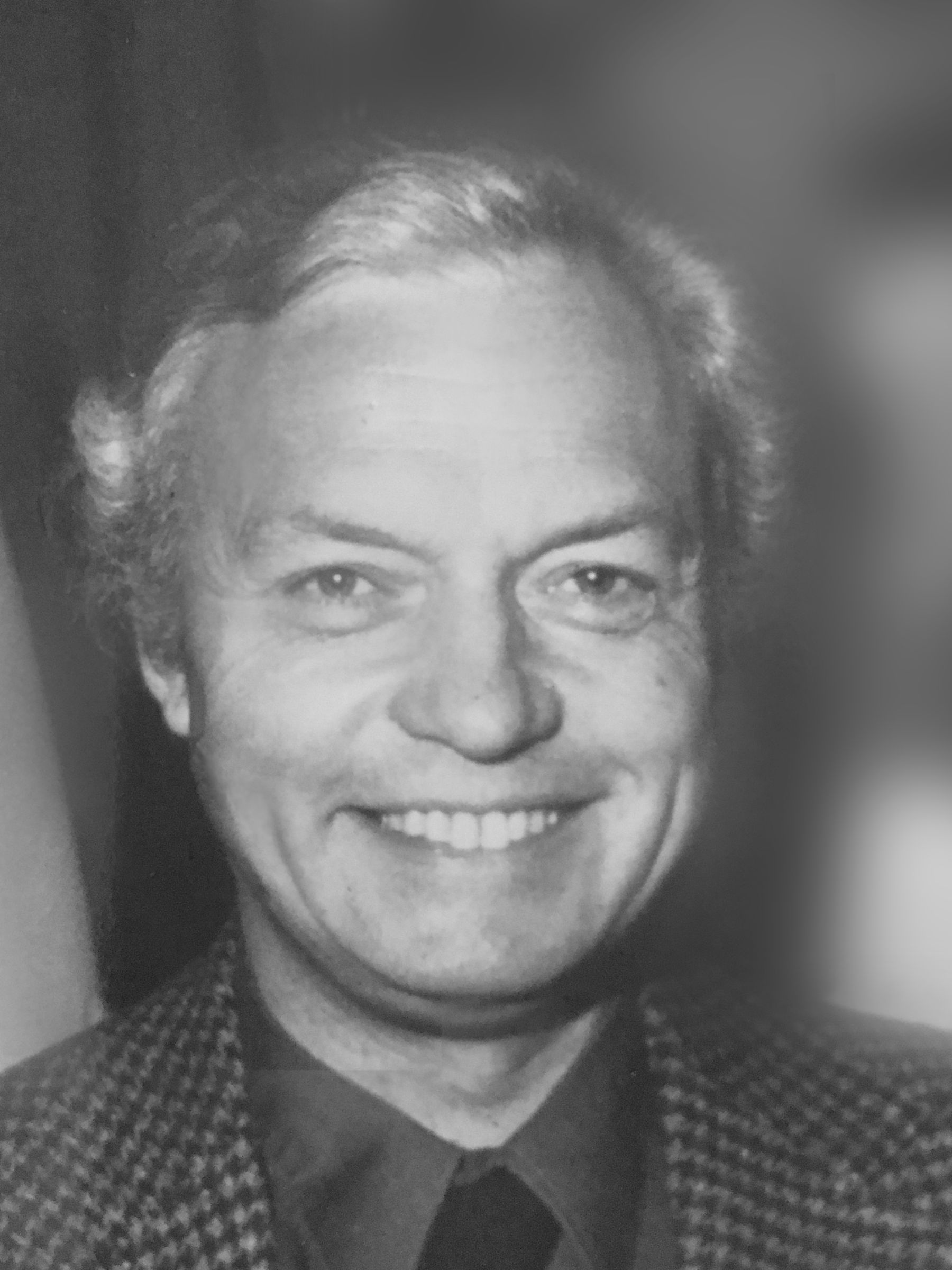
Eugen Thiemann

Eugen Thiemann (* 16. Juni 1925 in Dortmund; † 17. November 2001 in Frankfurt am Main) war ein deutscher Archäologe, Kunsthistoriker und Museumsdirektor.

## Leben
Eugen Thiemann, Sohn des Arztes Eugen Thiemann und seiner Ehefrau Maria, geb. Sträter, wurde am 16. Juni 1925 in Dortmund geboren. Nach Kriegsdienst und Gefangenschaft studierte er von 1951 bis 1957 Kunstgeschichte und Klassische Archäologie in Münster und München und wurde 1957 mit einer Dissertation zum Thema „Hellenistische Vatergottheiten; das Bild des bärtigen Gottes in der nachklassischen Kunst.“ bei Ernst Buschor promoviert.
Von 1957 bis 1960 war Thiemann Mitarbeiter der Zentrale das Deutschen Archäologischen Instituts, von 1961 bis 1966 wissenschaftlicher Assistent des Museums am Ostwall in Dortmund, dessen Leitung er 1967 von Leonie Reygers übernahm.
Als Direktor setzte Thiemann von Anfang an neue Akzente. Er öffnete das Museum schon früh der Gegenwartskunst und bot Künstlern wie Joseph Beuys, Gotthard Graubner, Jörg Immendorff, Sigmar Polke, Gerhard Richter, Ulrich Rückriem, Thomas Bayrle, Norbert Tadeusz und Günther Uecker bereits zu Beginn ihrer Laufbahn ein Forum. Auch öffnete er das Museum den vielfältigen neuen Konzepten der 60er Jahre wie Happening, Fluxus, Environments und Multiples. Auf diese Weise machte Thiemann das Museum am Ostwall zu einem wichtigen Ort für zeitgenössische Kunst in Deutschland, wobei wegweisende Ausstellungen wie „Wege 67“, „Deutscher Kunst der jungen Generation“ oder „Fire Flower Power“ mit Performances, Lichtarbeiten und Feuerbildern, aber auch die Themenausstellungen zur Fluxus-Bewegung oder Werkschauen von Joseph Beuys, Wolf Vostell oder Otto Piene zum Teil hoch umstritten waren. Neben deutscher Gegenwartskunst zeigte Thiemann in Dortmund auch Künstler aus anderen europäischen Ländern: die Groupe de Recherche d’Art Visuel aus Paris, Ketty La Rocca, Agostino Bonalumi, Enrico Castellani, Mario Ceroli, Giulio Paolini und Michelangelo Pistoletto Fausto Melotti aus Italien oder Grafik aus der Sowjetunion, die dort nicht ausgestellt werden durfte.
Mit seinen Ankäufen legte Thiemann den Grundstein für den heutigen Schwerpunkt des Museums am Ostwall im Bereich Happening, Fluxus und Multiple. Darüber hinaus erwarb er schon früh wichtige Werke des Informell und Environments, aber auch Arbeiten der Gruppe ZERO und der „Neuen Wilden“.
Nach seinem Weggang aus Dortmund übersiedelte Thiemann nach Frankfurt am Main und lebte dort zurückgezogen.
Aus Thiemanns ersten Ehe mit Olegard Thiemann-Ivers gingen die beiden Töchter Susanne (geb. 1955) und Caroline (geb. 1957) hervor; seine zweite Ehefrau Renate Gerold, die er 1966 heiratete, begleitete seine Arbeit im Museum am Ostwall aktiv und unterstützte ihn bei vielen seiner Projekte.

## Schriften (Auswahl)
- Hellenistische Vatergottheiten; das Bild des bärtigen Gottes in der nachklassischen Kunst. Aschendorffsche Verlagsbuchhandlung, Münster 1959
- Aristide Maillol Ein Rückblick. Dortmund: Kulturamt 1963
- Wassily Kandinsky. Dortmund: Kulturamt 1963
- Wege 67, Deutsche Kunst der jungen Generation. Dortmund: Museum am Ostwall, 1967
- Pablo Picasso: Blick und Bildnis. Dortmund: Museum am Ostwall 1973
- Der grosse Vater. Dortmund: Wulff 1973
- Agostino Bonalumi und das Ambiente. Dortmund Museum am Ostwall 1975
- Säulen und Halbsäulen. Hamburg: Christians 1975
- Mythos und Kultus. Hamburg: Christians 1976
- Kimmeriens Kiel. Hamburg: Christians 1978
- HA Schult, der Macher. Köln: Rheinland; Bonn: Habelt 1978
- Museum am Ostwall Dortmund: Kunst des 20. Jahrhunderts. Dortmund: Museum am Ostwall, 1984
- Bernhard Hoetger. Worpswede: Worpsweder Verlag 1990
- GUN - gerichtet auf alle, die zuviel wussten. Klagenfurt: Ritter 1993